# 豊洲地区 (倉敷市)
豊洲地区（とよすちく）は、岡山県倉敷市倉敷地域にある地区である。
現在の豊洲小学校区にあたる。

## 概要
五日市（いつかいち）、中帯江（なかおびえ）、西田（にしだ）、早高（はやたか）、高須賀（たかすか）からなる。
倉敷市倉敷地区東部にある元新田地帯で、古くは海域（吉備の穴海）であった。西に帯江地区、北に中庄、南に茶屋町、東に都窪郡早島町と接しており、これらの地域とは歴史的にもつながりが深い。
1889年（明治22年）に都窪郡の五日市・中帯江・西田・早高・高須賀の各5村が合併し、豊洲村を新設。西田に役場を置いたが、1947年（昭和27年）に旧倉敷市に編入合併した。
五日市・中帯江の山側以外は、いずれの地も海を干拓してできた土地である。五日市・中帯江は16世末、その他は17世紀末頃の開墾である。
昭和40年代頃までは、イネ、イグサ、ムギの県内屈指の産地のひとつであった一大農業地帯であった。とくにイグサは、当地域内の早高・高須賀と、隣接地の帯江にある帯高で取れたイグサを使用した畳表が通称「三高」として知られた。しかし、国道2号バイパスが地域内中央を通過、さらに瀬戸中央自動車道早島インターチェンジが早島との境界地に建設されると道路交通の要衝となり、道路付近にロードサイド店舗や企業・倉庫などが林立。また、自動車社会の到来により郊外型ベッドタウンとして宅地化が著しい。なお、現在も水田（イネ）は比較的残っている。
名所として、中帯江の不洗観音（観音寺）が知られる。

## 地域

### 五日市
市の東部にある帯江山塊の南面にある地区。北部は前記丘陵であるが、残りは平野となっている。平野は大部分が元は海であり、干拓によって開墾された新田であった。開発された年代は詳しくはわからないとされる。しかし、豊洲の他の地よりは年代は古いと言われ、一説には16世紀後半に宇喜多氏の干拓ともされる。
この地は、八ケ郷用水と呼ばれる水路が流れており、その名称の八ケ郷の中の一郷である。かつては水陸の交通の便がよく、月に3回、5日の日に市が開かれたことから五日市の地名が生まれた。ちなみに同様に南方には二日市（帯江）があった。
寛永5年、庭瀬藩主の分家である旗本・戸川安利が帯江村に陣屋を構える帯江知行所（3,300石）の所領となった。当時の五日市村の石高は150石。

### 中帯江
市の東部にある帯江山塊の南面にある地区であり、平野部はかつての海域。上記の五日市の東隣で、干拓時期も同時期とされる。干拓後、いつからか都宇郡中帯江村と称し、江戸時代の寛永5年に早島知行所の戸川家の所領となり、明治まで続いた。石高は100石。北部の丘陵地には、不洗観音（あらわずかんのん）として知られる真言宗観音寺の所在地として著名である。

### 西田
豊洲地区のほぼ中央に位置し、域内はほぼ平野。もとは吉備の穴海で、16世紀後半に宇喜多氏が現在の倉敷市北部一帯にあたる海域を干拓した影響により、近世前期には当地は葦原が広がり、また干潮時に干潟が広がるようになる。兼応元年に干拓され、新田83町歩が造成された。都宇郡西田村と称し、早島知行所戸川家の所領となり、明治まで続いた。石高は400石5斗9升。
明治期に周辺村と合併し豊洲村となったとき、当地に役場が設置された。現在も豊洲小学校や交番等が所在するなど、豊洲地区の中心的地域である。

### 早高
上記西田の東隣で、同様に古くは海で近世前半には葦原と干潮時は干潟が広がっていた。寛文3年に早島知行所の戸川氏が16町歩、帯江知行所の戸川氏が14町歩を干拓し新田を開発した。正徳3年に都宇郡高沼村（高沼新田）として成立、早島知行所と帯江知行所の相給地となった。その後、帯江知行所領は寛文以降に延宝7年・元禄11年・同15年の3回にわたり、高沼新田内に新田を造成した。寛政年間の石高は、早島知行所領が249石余り、帯江知行所領が602石5斗であった。明治になると高沼新田の内、旧早島知行所領が早高村として分離した。村名は早島知行所と高沼新田の頭文字の合成である。

### 高須賀
上記早高の東に位置し、茶屋町地区と接する。西田・早高同様、近世前期まで海域で、葦原や干潟が広がっていたのを干拓してできた土地である。延宝7年、干拓が行われ46町2反の新田が開発され、都宇郡高須賀村と称するようになった。干拓前の時代、このあたりに少し小高い砂洲があったのが地名の由来ともいわれる。干拓後、明治にいたるまで早島知行所戸川家の所領で、石高は365石であった。
明治になると、近世に枝村であり同じく早島領であった高須賀添新田村、および枝村ではないが帯江領の添新田村の2村を併合した。元帯江領の添新田は豊洲村の倉敷市編入時に茶屋町へ割譲した。

## 人口・世帯数
平成24年9月末現在。
| 町字   | 世帯数 | 男性人口 | 女性人口 | 総人口 | 備考 |
| ------ | ------ | -------- | -------- | ------ | ---- |
| 中帯江 | 374    | 504      | 514      | 1018   |      |
| 五日市 | 464    | 593      | 616      | 1209   |      |
| 西田   | 390    | 560      | 593      | 1153   |      |
| 早高   | 502    | 762      | 798      | 1560   |      |
| 高須賀 | 220    | 322      | 322      | 644    |      |
| 合計   | 1950   | 2741     | 2843     | 5584   |      |

## 郵便番号
- 中帯江 - 710-0013
- 五日市 - 710-0041
- 西田 - 710-0027
- 早高 - 710-0022
- 高須賀 - 710-0021

## 学区
小学校区
全域が当地西田にある倉敷市立豊洲小学校区。
中学校区
全域が当地高須賀にある倉敷市立東陽中学校区であり、隣接の茶屋町地区および帯江（帯高）の一部と同じ学区。

## 地勢
- 帯江山塊
- 六間川

## 主要産業・特産物
- イグサ
- 米
- ムギ

## 主要施設
教育・保育施設
- 倉敷市立豊洲小学校 - 西田
- 倉敷市立東陽中学校 - 高須賀
- 倉敷市立豊洲幼稚園 - 中帯江
- 倉敷市豊洲保育園 - 西田

行政施設
- 倉敷消防署東出張所 - 西田

企業・商店
- 晴れの国岡山農業協同組合豊洲支店 - 西田

娯楽施設
- 岡山ゴルフ倶楽部・帯江コース - 中帯江
- ウッディゴルフセンター - 中帯江

神社仏閣
- 大蔵大明神 - 五日市
- 貴船神社 - 中帯江
- 荒神社 - 西田
- 稲荷神社 - 早高
- 観音寺（不洗観音） - 真言宗、中帯江
- 如水寺 - 浄土宗、早高

公園
- 六間川緑地 - 早高

## 名所・旧跡
- 不洗観音寺 - 中帯江

## 交通
一般道路
- 国道2号岡山バイパス - 西田・中帯江
- 岡山県道152号倉敷妹尾線（観音道） - 五日市・中帯江・西田

自動車専用道路
- 瀬戸中央自動車道 - 西田